# 西藏短葶飞蓬
西藏短葶飞蓬（学名：Erigeron breviscapus var. tibeticus）为菊科飞蓬属下的一个变种。

## 扩展阅读
- 維基物種上的相關：西藏短葶飞蓬